# Thlypopsis ruficeps
A Thlypopsis ruficeps a madarak osztályának verébalakúak (Passeriformes) rendjébe és a tangarafélék (Thraupidae) családjába tartozó faj.

## Rendszerezése
A fajt Alcide Dessalines d'Orbigny és Frédéric de Lafresnaye írták le 1837-ben, a Sylvia nembe Sylvia ruficeps néven.

## Előfordulása
Dél-Amerikában, az Andok keleti részén,  Argentína, Bolívia és Peru területén honos. Természetes élőhelyei a szubtrópusi és trópusi hegyi esőerdők. Állandó, nem vonuló faj.

## Megjelenése
Testhossza 14 centiméter, testtömege 9-13 gramm.

## Természetvédelmi helyzete
Az elterjedési területe nagyon nagy, egyedszáma pedig stabil. A Természetvédelmi Világszövetség Vörös listáján nem fenyegetett fajként szerepel.